# Chandra Prakash Mainali

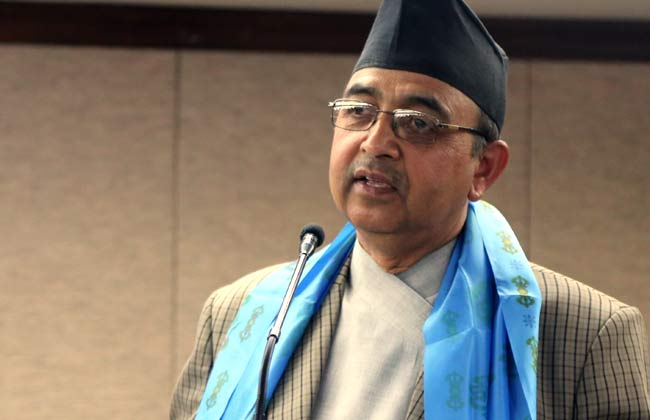
Chandra Prakash Mainali

Chandra Prakash Mainali (* 22. August 1951) ist ein kommunistischer Politiker in Nepal.
1971 gehörte Chandra Prakash Mainali zu einer Gruppe von jungen Führern des Jhapa-Bezirkskomitee der kommunistischen Partei Nepals (Pushpa Lal). Die anderen Hauptführer dieser Gruppe waren Mainalis Bruder Radha Krishna Mainali und Mohan Chandra Adhikari. Die Gruppe wurde inspiriert vom Naxalbariaufstand in Indien und ihrem Führer Charu Majumdar. Im Mai 1971 initiierte die Gruppe einen bewaffneten Aufstand und begann, Grundherren und andere bekannte „Klassenfeinde“ zu töten.
Die Parteiführung billigte die Methoden nicht, die von der Jhapabewegung verwendet wurden und Mainali und seine Anhänger wurden zu einer unabhängigen Gruppe. Der Aufstand wurde schnell von den staatlichen Sicherheitskräften niedergeschlagen und Hunderte von Mainalis Mitstreitern wurden getötet, gefangen genommen oder ins Exil vertrieben. Ungeachtet dieses Rückschlages setzte die Gruppe ihre politische Arbeit mit den Bauern von Jhapa im Untergrund fort.
1975 gründeten die Überlebenden der Jhapabewegung das All Nepal Communist Revolutionary Coordination Committee (Marxist-Leninist). Andere kleinere Gruppen gingen im ANCRCC(ML) auf. Am 26. Dezember 1978 organisierte das ANCRCC(ML) eine Versammlung zur Gründung der kommunistischen (marxistisch-leninistischen) Partei Nepals. Chandra Prakash Mainali wurde zum Generalsekretär der Partei gewählt. Die KPN war eine Untergrundpartei und führte kleine bewaffnete Angriffe gegen die Regierung und feudale Grundherren durch.
Die Strategie des bewaffneten Kampfs erwies sich jedoch nicht als erfolgreich. Die Partei änderte ihren politischen Ansatz und begann sich darauf zu konzentrieren, die Massen für eine demokratische Bewegung zu mobilisieren. Chandra Prakash Mainali, der sich eindeutig mit der anfänglichen militanten Phase der Partei identifizierte, wurde von seinem Posten als Generalsekretär entlassen und durch Jhala Nath Khanal ersetzt.
Später ging die marxistisch-leninistische KPN in der Kommunistischen Partei Nepals – Vereinigte Marxisten-Leninisten (CPN-UML) auf. Als diese Partei unter der Führung von Man Mohan Adhikari 1994 eine Minderheitsregierung bildete, wurde Chandra Prakash Mainali zur Wahl zum Sprecher der Legislative aufgestellt. Er unterlag jedoch in der Wahl Ram Chandra Poudel. Später wurde Mainali zum Minister für lokale Entwicklung und Versorgung ernannt.
1998 wurde die CPN-UML von internen Streitigkeiten erschüttert. Chandra Prakash Mainali und Bam Dev Gautam führten eine Splittergruppe, die Communist Party of Nepal (Marxist-Leninist) (CPN(ML)) getauft wurde. Bei den Parlamentswahlen 1999 fuhr die CPN(ML) eine katastrophale Niederlage gegen die CPN-UML ein. Die Partei erhielt 6,4 % der Stimmen, erzielte aber keinen einzigen Sitz im Parlament.
Bei der Generalversammlung der CPN(ML) im Jahr 2000 trat Chandra Prakash Mainali gegen Bam Dev Gautam an, um den Posten des Generalsekretärs zu erlangen. Während Gautam für ein demokratisches Mehrparteiensystem eintrat, wie es von Madan Kumar Bhandari formuliert wurde, forderte Mainali einen radikaleren politischen Ansatz.
Im Jahre 2002 vereinten sich die CPN(ML) und die CPN-UML wieder. Da Chandra Prakash Mainali sich weigerte, die Linie der vereinigten Partei mitzutragen, gründete er wieder eine Partei, die Communist Party of Nepal (Marxist-Leninist) reconstituted. Er bleibt der Generalsekretär seiner Partei.
Während der Antiregierungsproteste zwischen 2002 und 2006 fungierte Chandra Prakash Mainali als Führer der United Left Front (ULF). Er war für einige Zeit Vorsitzender der ULF. Nach dem Sturz der Regierung am 1. Februar 2005 wurde Mainali unter Hausarrest gestellt. Der Hausarrest wurde am 25. Februar aufgehoben.
| Personendaten    | Personendaten            |
| ---------------- | ------------------------ |
| NAME             | Mainali, Chandra Prakash |
| KURZBESCHREIBUNG | nepalesischer Politiker  |
| GEBURTSDATUM     | 22. August 1951          |